# Lotta greco-romana ai Giochi della XV Olimpiade - Pesi medio-massimi
La competizione della categoria pesi medio-massimi (fino a 87 kg) di lotta greco-romana dei Giochi della XV Olimpiade si è svolta dal 24 al 27 luglio 1952 al Töölö Sports Hall di Helsinki.

## Formato
Ad ogni incontro venivano assegnate le seguenti penalità:
- 0 = Al vincitore per schienata
- 1 = Al vincitore per decisione (verdetto di tre giudici)
- 3 = Allo sconfitto

Con cinque penalità o più il lottatore veniva eliminato.
I tre lottatori rimasti disputavano un torneo finale con i risultati acquisiti nel precedenti turni.

## Risultati
| Legenda                                  | Legenda |
| ---------------------------------------- | ------- |
| Lottatore con 5 penalità o più Eliminato |         |

### 1º Turno
Si è disputato il 24 luglio.
| Vincitore         | Pen. | Risultato | Sconfitto    | Pen. |
| ----------------- | ---- | --------- | ------------ | ---- |
| Michel Skaff      | 1    | 2:1       | Ovidiu Forai | 3    |
| Karl-Erik Nilsson | 1    | 3:0       | Gyula Kovács | 3    |
| Umberto Silvestri | 1    | 2:1       | İsmet Atlı   | 3    |
| Kelpo Gröndahl    | 0    | Schienata | Jos Schummer | 3    |
| Šalva Čichladze   | 0    | Schienata | Max Leichter | 3    |

### 2º Turno
Si è disputato il 25 luglio.
| Vincitore         | Pen. | Risultato | Sconfitto         | Pen. |
| ----------------- | ---- | --------- | ----------------- | ---- |
| Gyula Kovács      | 3    | Schienata | Michel Skaff      | 4    |
| Karl-Erik Nilsson | 2    | 3:0       | Ovidiu Forai      | 6    |
| İsmet Atlı        | 3    | Schienata | Jos Schummer      | 6    |
| Šalva Čichladze   | 1    | 3:0       | Umberto Silvestri | 4    |
| Kelpo Gröndahl    | 1    | 3:0       | Max Leichter      | 6    |

### 3º Turno
Si è disputato il 26 luglio.
| Vincitore         | Pen. | Risultato | Sconfitto         | Pen. |
| ----------------- | ---- | --------- | ----------------- | ---- |
| Karl-Erik Nilsson | 2    | Schienata | Michel Skaff      | 7    |
| Gyula Kovács      | 4    | 3:0       | İsmet Atlı        | 6    |
| Kelpo Gröndahl    | 1    | Schienata | Umberto Silvestri | 7    |
| Šalva Čichladze   | 1    | Esentato  |                   |      |

### 4º Turno
Si è disputato il 26 luglio.
| Vincitore      | Pen. | Risultato | Sconfitto         | Pen. |
| -------------- | ---- | --------- | ----------------- | ---- |
| Gyula Kovács   | 5    | 3:0       | Šalva Čichladze   | 4    |
| Kelpo Gröndahl | 2    | 2:1       | Karl-Erik Nilsson | 5    |

### Turno finale
Si è disputato il 27 luglio.
| Vincitore       | Pen. | Risultato | Sconfitto         | Pen. |
| --------------- | ---- | --------- | ----------------- | ---- |
| Kelpo Gröndahl  |      | 3:0       | Karl-Erik Nilsson |      |
| Šalva Čichladze |      | Schienata | Karl-Erik Nilsson |      |
| Kelpo Gröndahl  |      | 2:1       | Šalva Čichladze   |      |

1. ↑  Disputato nel 4º turno

## Classifica finale
| Pos.    | Atleta            | Nazione          | V.S. |
| ------- | ----------------- | ---------------- | ---- |
| Oro     | Kelpo Gröndahl    | Finlandia        | 2-0  |
| Argento | Šalva Čichladze   | Unione Sovietica | 1-1  |
| Bronzo  | Karl-Erik Nilsson | Svezia           | 0-2  |
| 4       | Gyula Kovács      | Ungheria         |      |
| 5       | İsmet Atlı        | Turchia          |      |
| 6       | Umberto Silvestri | Italia           |      |
| 6       | Michel Skaff      | Libano           |      |
| 8       | Ovidiu Forai      | Romania          |      |
| 9       | Max Leichter      | Germania         |      |
| 9       | Jos Schummer      | Lussemburgo      |      |